# Guineas administrativa indelning
Guinea är indelat i åtta regioner. Regionerna är i sin tur indelade i 33 prefekturer samt huvudstadsområdet Conakry. 

## Regioner
| Region    | Huvudort  | Yta (km2) | Invånare (folkräkning 2014) |
| --------- | --------- | --------- | --------------------------- |
| Boké      | Boké      | 31 186    | 1 083 147                   |
| Conakry   | Conakry   | 450       | 1 660 973                   |
| Faranah   | Faranah   | 35 581    | 941 554                     |
| Kankan    | Kankan    | 72 145    | 1 972 537                   |
| Kindia    | Kindia    | 28 873    | 1 561 374                   |
| Labé      | Labé      | 22 869    | 994 458                     |
| Mamou     | Mamou     | 17 074    | 731 188                     |
| Nzérékoré | Nzérékoré | 37 658    | 1 527 030                   |

## Prefekturer
| 1. Beyla 2. Boffa 3. Boké 4. Conakry 5. Coyah 6. Dabola 7. Dalaba 8. Dinguiraye 9. Dubréka 10. Faranah 11. Forécariah 12. Fria | 1. Gaoual 2. Guéckédou 3. Kankan 4. Kérouané 5. Kindia 6. Kissidougou 7. Koubia 8. Koundara 9. Kouroussa 10. Labé 11. Lélouma | 1. Lola 2. Macenta 3. Mali 4. Mamou 5. Mandiana 6. Nzérékoré 7. Pita 8. Siguiri 9. Télimélé 10. Tougué 11. Yomou |